# Senna obtusifolia
Senna obtusifolia es una especie de leguminosa del género Senna, a veces tratada en el género monotípico Diallobus. Crece silvestre en América, Asia, África y Oceanía y se considera una maleza en muchos lugares. Tiene una larga historia de confusión con Senna tora y que el taxón en muchas fuentes en realidad se refiere a esta especie.

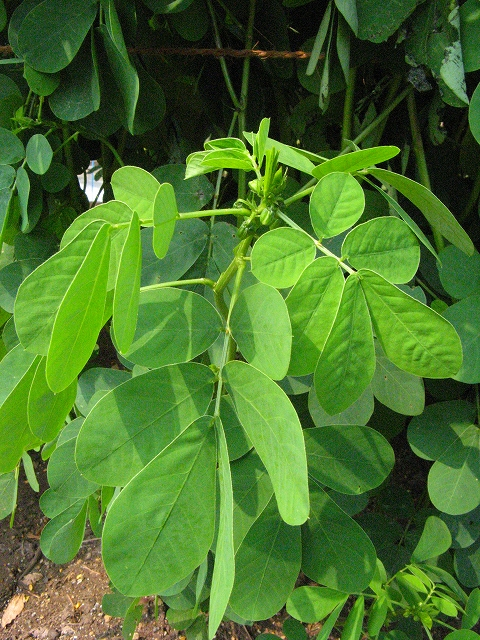
Hojas

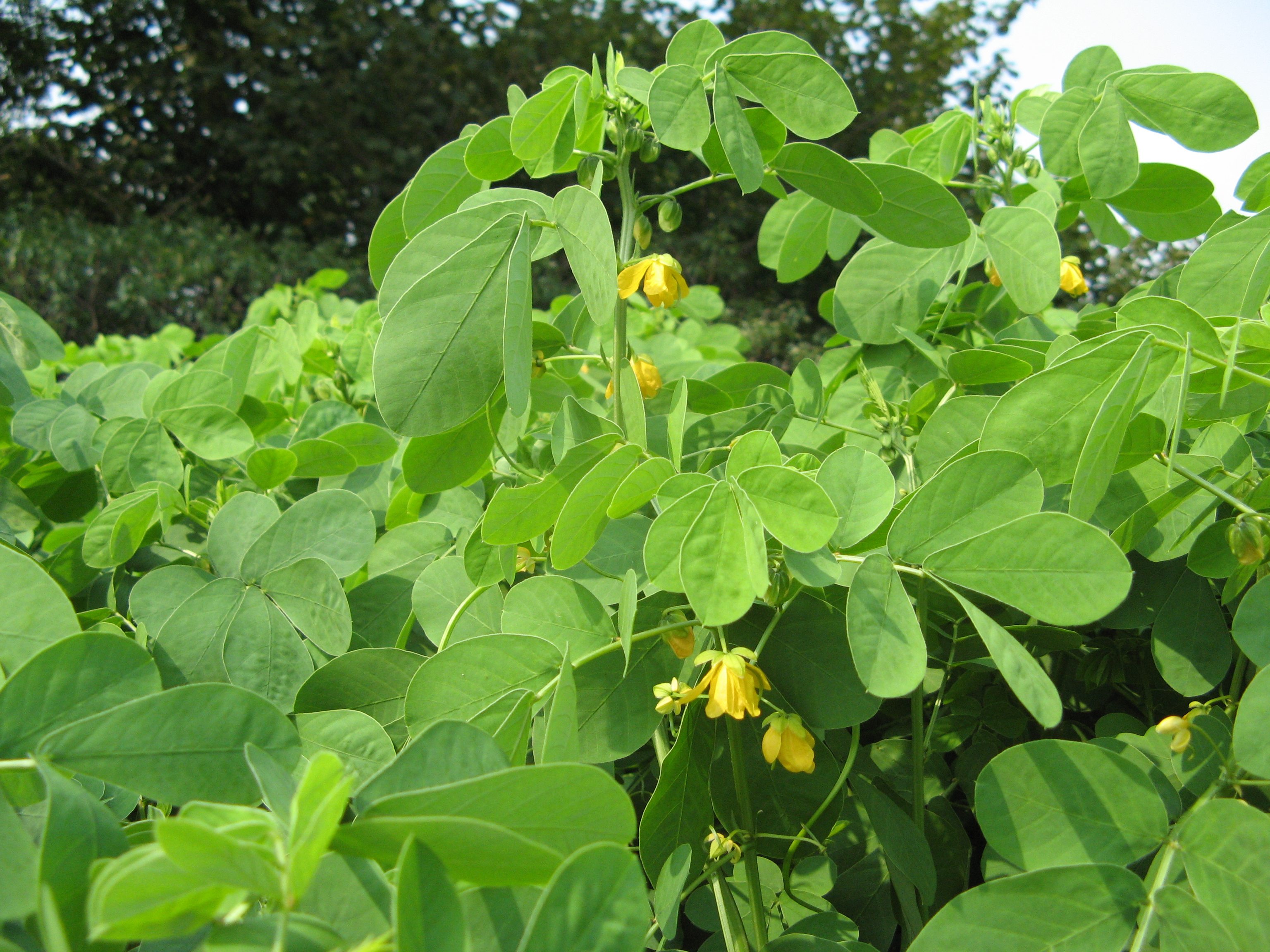
Planta con flor

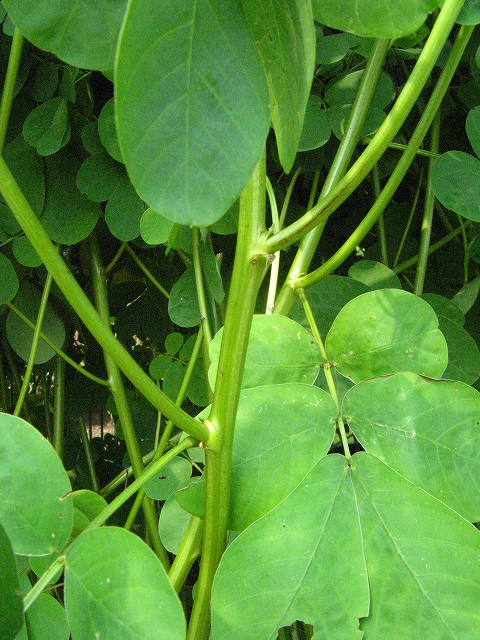
Vista de la planta

## Descripción
Son hierbas monocárpicas, simples, erectas o ramificado-ascendentes, variando de tamaño según la edad o el ambiente, en la antesis 0.2–1.2 (2) m de alto, a veces basalmente frutescentes, glabras o estrigulosas, follaje maloliente. Hojas mayormente de 3.5–16 cm de largo; folíolos en casi todas las hojas exactamente 3 pares, los del par distal más grandes, ampliamente obovados u oblanceolado-cuneados, 2–6.5 cm de largo y 1–4 cm de ancho, base oblicua; nectario estipitado entre el par proximal y a veces entre el segundo par de folíolos, raquis más largo o más corto que el pecíolo, pecíolos 10–40 mm de largo, estípulas linear-atenuadas, 5–15 mm de largo, caducas. Las inflorescencias en racimos sésiles con 1 o 2 flores en las axilas de las hojas y luego formando un pequeño tirso exerto, pedúnculos ca 0.5 cm de largo, pedicelos 8–25 mm de largo; sépalos internos más largos 6–9.5 mm de largo; corola zigomorfa, los pétalos más largos 9–15 mm de largo; anteras de los 3 estambres abaxiales 2–4.5 mm de largo, con rostro porrecto; estilo 1.7–4 mm de largo, óvulos 20–34. Fruto ascendente, recto o arqueado hacia afuera y hacia abajo hasta formar un semicírculo, linear, comprimido-hexagonal, 7–16 cm de largo y 0.25–0.6 cm de ancho, atenuado a cada extremo, carinado en las suturas y en cada valva con costillas aproximadas a las suturas; semillas 1-seriadas, areoladas.

## Propiedades
Las hojas verdes de la planta son fermentados para producir un alimento de alta proteína llamada "kawal" que se come por muchas personas en Sudán como un sustituto de la carne. Sus hojas, semillas y raíces se utilizan también en medicina popular, principalmente en Asia. Se cree que poseen un efecto laxante, así como que puede ser beneficioso para los ojos. Como un remedio popular, las semillas se tuestan a menudo, y a continuación, hervida en agua para producir un té. Las semillas de la planta son una fuente comercial de goma cassia, un aditivo alimentario que generalmente se usa como espesante. Tostadas y molidas, las semillas también se han utilizado como un sustituto de café. En la medicina tradicional coreana, se les llama gyeolmyeongja (결명자) y normalmente se preparan como té. También se utilizan en Kampo (medicina tradicional japonesa) donde se les llama ketsumei-shi (ケツメイシ,决明子) o por su nombre chino Jue Ming zǐ ( tradicional :决明子, simplificado :决明子).

## Sustituto de la carne
Kawal, es una proteína rica en sustituto de la carne se come en Sudán, se produce por aplastamiento de las hojas de la planta Senna obtusifolia, formando una pasta que luego se fermenta tradicionalmente en una jarra de barro, enterrado en un lugar fresco. El frasco se excava cada tres días y el contenido es mezclado. Después de dos semanas, la pasta se retira y se enrolla en bolas que se dejan secar al sol. Por lo general, se cocinan en guisados con cebolla y  okra.

## Taxonomía
Senna obtusifolia fue descrito por (L.) H.S.Irwin & Barneby y publicado en Memoirs of The New York Botanical Garden 35: 252. 1982.
Sinonimia
- Cassia contorta Vogel
- Cassia humilis Collad.
- Cassia humilis M. Martens & Galeotti
- Cassia obtusifolia L.
- Cassia sunsub Forssk.
- Cassia tala Desv.
- Cassia tora sensu auct.'
- Cassia tora var. humilis Pers.
- Cassia tora var. obtusifolia (L.) Haines
- Cassia toroides Roxb.
- Cassia toroides Raf.
- Chamaefistula contorta G. Don
- Diallobus falcatus Raf.
- Diallobus tora (L.) Raf.
- Diallobus tora (L.) Jackson
- Diallobus uniflorus Raf.
- Emelista tora' (L.) Britton & Rose ex Britton & P. Wilson
- Senna toroides Roxb.[4]